# 铁特
铁特是巴西圣保罗州的一个市镇。总面积392.509平方公里，总人口36211人，人口密度92.3人/平方公里。